# Полистины
Полистины (лат. Polistinae) — подсемейство общественных ос в составе семейства настоящих ос (Vespidae), относимое к монофилетической группе бумажных или общественных ос. Самое обширное и многообразное подсемейство среди общественных ос как по числу видов, так и по биологии.

## Биология
Биология полистин весьма разнообразна. У одних видов (например, представители рода Polistes) весьма примитивное поведение. Полисты строят гнездо в виде единственного открытого сота, численность ос в таких гнёздах невелика — от 10-15 до чуть больше 100 ос. Гнезда Polistes часто основываются единственной самкой (или реже группой самок). Другие (например, осы рода Polybia) характеризуются весьма сложным поведением. Полибии строят сложные гнезда, со многими ярусами сот. В таких гнёздах часто обитают тысячи активных рабочих ос, а новые гнезда основываются роями. Кроме того, представителям этого подсемейства принадлежит и рекорд по численности ос в одной колонии: так, у Agelaia vicina (Южная  Америка) может быть больше 1 000 000 ос в одном гнезде.
По типу основания новых колоний выделяют две группы: независимое основание одной или группой самок без участия рабочих особей (Polistes, Mischocyttarus, Belonogaster, Parapolybia, и часть видов Ropalidia) или почкование путём роения (около 20 родов трибы Epiponini, род Polybioides, часть видов Ropalidia).
В трибе Epiponini наблюдается широкий спектр вариантов диморфизма маток и рабочих особей (queen-worker dimorphism):
1. Отсутствие морфологических отличий между матками и рабочими весь жизненный цикл колонии (Parachartergus smithii, Pseudopolybia vespiceps, Chartergellus communis, Brachygastra lecheguana).
2. Отсутствие морфологических отличий между кастами, но у некоторых молодых самок развиваются яичники только на некоторых фазах цикла колонии (Synoeca cyanea)
3. Между кастами есть морфологические различия, варьирующие во время цикла колонии, с неоплодотворёнными яйцекладущими самками в конечный период колониального цикла (Protopolybia exigua и Protopolybia sedula)
4. Кастовые отличия возрастают во время колониального цикла с неоплодотворёнными самками, появляющимися только в некоторые фазы развития колонии (Chartergus globiventris, Polybia scutellaris, Polybia occidentalis, Polybia  paulista, Protonectarina sylveirae, Epipona guerini)
5. Матки всегда отличаются от рабочих особей, и эти отличия не варьируют в период жизни колонии (Agelaia areata, Agelaia vicina, Agelaia pallipes, Agelaia multipicta, Apoica flavissima, Apoica pallens, Polybia dimidiata)[2].

## Классификация
Подсемейство полистин делится на 4 трибы, включающих 25 родов и больше 800 видов. 
Род Euparagia Cresson, 1879 относится к отдельному подсемейству Euparagiinae.
- Polistinae
  - Триба Polistini
    - Polistes Latreille, 1802

  - Триба Mischocyttarini
    - Mischocyttarus Saussure, 1853

  - Триба Epiponini (=Polybiini)
    - Apoica Lepeltier, 1836[3]
    - Agelaia Lepeletier, 1836
    - Angiopolybia Araujo, 1946
    - Asteloeca Raw, 1985
    - Brachygastra Perty, 1833
    - Cartergellus Bequaert, 1938
    - Charterginus Fox, 1898
    - Chartergus Lepeletier, 1836
    - Clypearia de Saussure, 1854
    - Epipona Latreille, 1802
    - Leipomeles Moebius, 1856 [syn.  Marimbonda Richards, 1978][4]
    - Metapolybia Ducke, 1905
    - Nectarinella Bequaert, 1938
    - Occipitalia Richards, 1978
    - Parachartergus R.Von Ihering, 1904
    - Polybia Lepeletier, 1836
    - Protonectarina
    - Protolybia Ducke, 1905
    - Pseudochartergus Ducke, 1905
    - Pseudopolybia Von Della Torre, 1894
    - Synoeca de Saussure, 1852
    - Synoecoides Ducke, 1905

  - Триба Ropalidiini[5]
    - Belonogaster de Saussure, 1854
    - Icaria
    - Parapolybia
    - Polybioides
    - Ropalidia

## Распространение
Полистины широко распространены по всей планете. Обитают в самых разнообразных ландшафтах и зонах: от смешанных и широколиственных лесов Евразии до сухих саванн Африки и влажных тропических лесов Азии и Южной Америки.

## Применение в медицине
Яд бразильской осы Polybia paulista содержит пептид Polybia-MP1 (MP1), который обладает свойствами подавлять некоторые злокачественные клетки (клетки рака предстательной железы, клетки рака мочевого пузыря, лейкозные клетки).